# Leo von Elliot

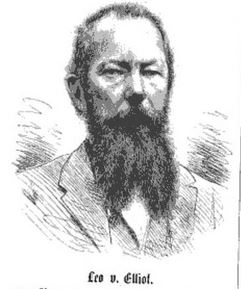
Nicolaus Leo von Elliot

Nicolaus Leo von Elliot (* 16. Oktober 1816 in London; † 11. Juli 1890 in Saint-Gilles/Sint-Gillis) war ein deutscher Maler, Zeichner und Lithograph.

## Leben
Vermutlich in London geboren, erfolgte 1822 die Übersiedlung der Familie nach Darmstadt. Vor 1833 erhielt er vermutlich Unterricht an der Zeichenschule des Darmstädter Galerieinspektors Franz Hubert Müller. 1836 nahm Elliot ein Studium an der Großherzoglichen Zeichenschule Darmstadt auf, u. a. bei August Lucas. 1837/38 studierte er an der Königlich Preußischen Kunstakademie Düsseldorf, u. a. bei Carl Sohn. Um 1841 unternah Elliot eine Studienreise nach Südtirol und/oder Norditalien, 1841 bis 1845 einen Parisaufenthalt. Dort war er Schüler in den Lehrateliers von Paul Delaroche und Charles Gleyre. Seine graphische Ausbildung erhielt er bei Caspar Gsell. Ab 1848 wohnte Elliot in Frankfurt am Main, er arbeitet als Bildreporter für die Illustrierte Zeitung (Leipzig) und L’Illustration (Paris) zum Revolutionsgeschehen in Baden, Frankfurt a. M., Mainz und Wien. 1849 erfolgte die politisch motivierte Übersiedlung in die USA, wo er als Graphiker und Pressezeichner in Philadelphia ansässig war. 1853 siedelte er nach Belgien über, ab 1856 war er ständiger Bildkorrespondent für die Illustrierte Zeitung (Leipzig) und Le Monde illustré (Paris) für Belgien und die Niederlande mit Sitz in Brüssel. 1870/71 war er offizieller Berichterstatter von Le Monde illustré für den Frankreichfeldzug; weitere Berichterstattungen, u. a. zu den Weltausstellungen 1873 in Wien, 1876 in Philadelphia und 1878 in Paris.

### Werke (Auswahl)
- Titelseite des Kapitels Rue et Faubourg du Temple, Illustration zu Louis Lurines Les Rues de Paris, Bd. 2, Paris, 1844, S. 93
- Textillustrationen zum Kapitel Rue St. Martin. Umzug gegen die Lutheraner 1525 und Abenteuer des Marshalls Bassompierre 1606,
- Illustrationen zu Louis Lurines Les Rues de Paris, Bd. 2, Paris, 1844, S. 49, 63
- Belgique -Grève des mineurs de Seraing - Sommation faite par la force armée. (D'après le croquis de M. Lee von Elliot)